# Кубок Азербайджану з футболу 2005—2006
Кубок Азербайджану з футболу 2005–2006 — 14-й розіграш кубкового футбольного турніру в Азербайджані. Переможцем вдруге у своїй історії став Карабах (Агдам).

## Перший раунд
Перші матчі відбулися 24-25 вересня та 9 жовтня, а матчі-відповіді 15-16 жовтня 2005 року.
| Команда 1                      | Заг. | Команда 2                | 1-й матч | 2-й матч |
| ------------------------------ | ---- | ------------------------ | -------- | -------- |
| АБН-Барда (2)                  | 1:4  | Гянджларбірлії (Сумгаїт) | 0:2      | 1:2      |
| Сімург (2)                     | 2:3  | Туран                    | 1:1      | 1:2      |
| Масалли (2)                    | 1:6  | Карабах (Агдам)          | 0:5      | 1:1      |
| Енергетик (2)                  | 2:6  | Олімпік (Баку)           | 1:3      | 1:3      |
| Аншад-Петроль (Нефтчала) (2)   | 0:3  | Хазар-Ланкаран-2 (2)     | 0:3      | 0:0      |
| Гей-Гель (Ханлар) (2)          | 6:0  | МОІК                     | 2:0      | 4:0      |
| Серур (2)                      | 0:14 | Хазар-Ланкаран           | 0:5      | 0:9      |
| Шахдаг-2 (Ґусар) (2)           | 2:7  | МКТ-Араз                 | 0:3      | 2:4      |
| Адлійя (2)                     | 0:6  | Карван                   | 0:3      | 0:3      |
| Роте Фане (2)                  | 0:3  | Гоязань                  | 0:1      | 0:2      |
| Гянджларбірлії-2 (Сумгаїт) (2) | 2:8  | Шахдаг (Ґусар)           | 2:5      | 0:3      |
| Єні (Євлах) (2)                | 2:4  | Бакили (2)               | 1:3      | 1:1      |
| Нефтчі-2 (Баку) (2)            | 1:5  | Гянджа                   | 0:2      | 1:3      |

## Другий раунд
Перші матчі відбулися 4-5 листопада, а матчі-відповіді 19-20 листопада 2005 року.
| Команда 1             | Заг. | Команда 2                | 1-й матч | 2-й матч |
| --------------------- | ---- | ------------------------ | -------- | -------- |
| Нефтчі (Баку)         | 3:2  | Гянджларбірлії (Сумгаїт) | 1:2      | 2:0      |
| Гей-Гель (Ханлар) (2) | 0:1  | Туран                    | 0:0      | 0:1      |
| Хазар-Ланкаран-2 (2)  | 1:2  | Карабах (Агдам)          | 0:0      | 1:2      |
| Олімпік (Баку)        | 0:3  | Баку                     | 0:0      | 0:3      |
| МКТ-Араз              | 7:1  | Бакили (2)               | 5:1      | 2:0      |
| Шахдаг (Ґусар)        | 0:3  | Хазар-Ланкаран           | 0:2      | 0:1      |
| Гянджа                | 2:4  | Карван                   | 1:3      | 1:1      |
| Гоязань               | 1:2  | Інтер (Баку)             | 1:1      | 0:1      |

## Чвертьфінали
Перші матчі відбулися 4, 5 березня і 25 квітня, а матчі-відповіді 18-19 березня і 28 квітня 2006 року.